# Battement binaural
Pour l’article homonyme, voir Binaural.
Le battement binaural ou son binaural est un artéfact auditif, c'est-à-dire un son apparent dont la perception apparaît dans le cerveau en raison d'un stimulus physique spécifique. Cet effet a été découvert en 1839 par Heinrich Wilhelm Dove.
Le cerveau produit un phénomène perçu comme des pulsations de basse fréquence du volume sonore, lorsque deux sons de fréquences légèrement différentes sont présentés indépendamment à chaque oreille du sujet (par exemple à l'aide d'un casque stéréo). Si la différence entre les deux fréquences est de 4 hertz, le sujet entendra 4 battements par seconde.
Le battement est le même que celui qui serait perçu si les deux sons se mélangeaient naturellement dans l'air avant de parvenir aux oreilles. La fréquence des tonalités doit être inférieure à environ 1 000 à 1 500 Hz, pour que le battement soit perçu. La différence entre les deux fréquences doit être faible (inférieure à 30 Hz) pour que l'effet se produise, sinon les deux tons seront entendus distinctement et aucun battement ne sera perçu.
Les battements binauraux peuvent présenter un intérêt en neurophysiologie dans le travail sur le sens de l'ouïe. Leur influence prétendue sur les ondes cérébrales, sur la relaxation ou la santé n'a pas été prouvée scientifiquement, les rares études sur le sujet ayant des résultats contradictoires, mais sont évoquées en médecine non conventionnelle,.

## Histoire
Heinrich Wilhelm Dove découvrit les battements binauraux en 1839. Tandis que la recherche sur eux continua après cela, le sujet est resté une sorte de curiosité scientifique pendant 134 ans, avec la publication de l'article de Gerald Oster intitulé Auditory Beats in the Brain (Scientific American, 1973). L'article d'Oster a identifié et a assemblé les îles dispersées de recherche appropriée[Quoi ?] depuis Dove, offrant un aperçu des recherches sur les battements binauraux.
En particulier, Oster a vu les battements binauraux comme un outil puissant pour la recherche cognitive et neurologique, abordant des questions telles que ;  comment les animaux localisent des sons dans leur environnement tridimensionnel et aussi la capacité remarquable des animaux à choisir et se concentrer sur des sons spécifiques lors d'un brouhaha (connu comme l'effet cocktail party).
Oster considère aussi que les battements binauraux sont un outil de diagnostic médical potentiellement utile non seulement pour trouver et évaluer des déficiences auditives, mais aussi pour des fonctions neurologiques plus générales (les battements binauraux impliquent différentes voies neurologiques de traitement auditif ordinaire). Par exemple, Oster a constaté que plusieurs de ses sujets qui ne pouvaient pas percevoir les battements binauraux souffraient de la maladie de Parkinson.
Dans un cas particulier, Oster a été en mesure de suivre le sujet pendant une semaine de traitement de la maladie de Parkinson ; au départ, le malade ne pouvait pas percevoir les battements binauraux, mais au bout d'une semaine de traitement, le patient a été en mesure de les percevoir.
En corroborant une étude antérieure, Oster a également signalé des différences entre les sexes dans la perception des battements. 
Plus précisément, les femmes semblaient faire l'expérience de deux pics distincts dans leur capacité à percevoir les battements binauraux, pics en corrélation possible avec des points spécifiques du cycle menstruel (apparition des menstruations et environ 15 jours après).
Ces données ont conduit Oster à se demander si les battements binauraux pourraient être utilisés comme un outil pour mesurer le taux relatif de l'œstrogène.
Les effets des battements binauraux sur la conscience ont été d'abord examinés par le physicien Thomas Campbell et l'ingénieur électricien Mennerich Dennis, qui, sous la direction de Robert Monroe ont cherché à reproduire une impression subjective de l'oscillation de 4 Hz qu'ils associaient au voyage astral.
Sur la base de leurs conclusions, Monroe a donné naissance à l'auto-développement binaural en fondant l'Institut Monroe, maintenant un centre de recherche binaural et d'éducation. L'Institut Monroe présente entre autres les battements binauraux comme un moyen d'entraîner la synchronisation des hémisphères cérébraux.

## Description
L'hypothèse des promoteurs des battements binauraux est que la fréquence produite par le cerveau (par exemple 4Hz, lorsque deux fréquences de 400 Hz et 404 Hz sont entendues) aurait tendance à se propager dans l'ensemble du cerveau pour entraîner une synchronisation des ondes cérébrales des deux hémisphères avec cette fréquence. Peu d'études existent pour confirmer ou infirmer ces théories. Il est reconnu que les ondes thêta sont favorables à la méditation tandis que les ondes bêta sont caractéristiques d'un état non-méditatif, en alerte. Une équipe de l'Université Laurentienne (Sudbury, Canada) a montré que les battements binauraux produisant des fréquences bêta (nuisant à la méditation) gênaient les méditateurs novices, pas les experts, et que les fréquences thêta amélioraient la méditation des seconds, mais pas des premiers (les ondes thêta occipitales ont confirmé l'état méditatif). Ainsi, dans une des rares études sur le phénomène, les battements binauraux étaient surtout bénéfiques chez les personnes ayant déjà une expérience de la méditation.

## Application
Dans les années 2000 à 2010, une tendance à la création de sons binauraux à utiliser dans divers buts s'est développée, allant de la relaxation à la thérapie en passant par des démarches de développement personnel. Une offre commerciale a ainsi vu le jour, ainsi qu'une offre libre, et cela avant que des conclusions scientifiques n'infirment ou ne confirment de potentiels effets. En 2015 elles sont multiples voire contradictoires et il ne semble pas s’être dégagé de consensus.

### Effets thérapeutiques
En 2014, à la suite d'un reportage, il a été question au Liban d'interdire les « drogue MP3 » que seraient ces fichiers son ayant pour but un effet physiologique. Cette mesure a été qualifiée de « douteuse pour ne pas dire ridicule » car les avis restent très contradictoires sur les effets potentiels, positifs ou négatifs.
Le sujet étant devenu commercial, les références sont également de toute nature, plus ou moins scientifique voire carrément publicitaire. On trouve aussi bien des études sérieuses, référencées et signées concluant à l’intérêt potentiel d'une application conjointe avec d'autres méthodes sur les troubles de l’attention par exemple, que des exposés diffusés par des sites marchands et se donnant une apparence scientifique mais sans la moindre référence ni signature .
Concernant la souffrance post-opératoire, deux études se contredisent :
- En 2003, une étude menée sur la diminution de l'anxiété préopératoire et du besoin en anesthésique nécessaire à la maintenance de l'anesthésie (effets supposés servant à la promotion de certains produits) n'a montré aucune différence significative entre l'utilisation d'une cassette commerciale de battements binauraux et celle d'une cassette vide[10].
- Sept ans plus tard, les conclusions négatives de cette étude ont été largement contredites par une étude semblable publiée dans le même journal : les patients dans le groupe traité ont consommé moins de fentanyl (un puissant analgésique), ont ressenti moins de souffrances une heure et un jour après l'opération et ont reçu leur congé plus tôt que les patients du groupe placebo[11].

## Logiciel de création de sons binauraux
Des logiciels comme SBaGen, Gnaural et I-Doser ont vu le jour. SBaGen et Gnaural sont des logiciels libres servant à créer des fichiers de sons binauraux.

### En musique
Les battements entre deux notes sont également utilisés dans le domaine de la musique (ce ne sont généralement pas des battements binauraux, l'addition des deux sons se produisant dans l'air et pas dans le cerveau de l'auditeur). Pour accorder un instrument, deux notes sont jouées, l'une servant de référence, et l'autre, potentiellement fausse, étant jouée par l'instrument à accorder. La différence entre les deux notes produit un battement, aisément audible par le musicien. Il lui suffit alors de modifier légèrement la hauteur de la note à accorder, afin de faire disparaître ce battement, signe que les deux notes jouées sont exactement les mêmes.